# それは彼女のグッバイ
「それは彼女のグッバイ」(それはかのじょのグッバイ）は1988年7月5日に日本コロムビアから発売された富田靖子の10枚目のシングル。

## 解説
前作「元気ですか!?」から約5か月ぶりのシングルであり、前作と同様にレコード盤とCD盤（8cmCD）が発売された。なお、富田の楽曲のレコード盤はこの曲が最後となった。

## 収録曲
1. それは彼女のグッバイ
作詞：麻生圭子／作曲：柴矢俊彦／編曲：大塚修司
日興証券・「中期国債ファンド」CMイメージソング
2. 夢の町へ
作詞：市川森一／作曲：田村洋／編曲：山中紀昌
NHK・銀河テレビ小説『悲しみだけが夢をみる』主題歌

## エピソード
日興証券のテレビCM
- 日興証券のCMに出演した富田はこのCMで「好き」と連呼した。なお、このCMは2パターンが制作され、下記の差異が発生した。
  - 富田が「好き」と言った回数[注釈 2]。
  - 猫を抱えているときに富田が「好き」と言ったあと（猫を抱えながら）右手に持っている白い花をかじるが、そのシーンのあとの右手の位置。
  - 富田がイスに座ってうたた寝するシーンの有無[注釈 3]。

夜のヒットスタジオDELUXEへの出演
- 同番組（1988年7月6日放送）へゲスト出演した際、バレンタインデーの話で盛り上がった。富田はその時に小学6年生だった当時の初恋の話をした後、その初恋相手のあだ名を古舘伊知郎に伝えた。古舘がそのあだ名を呼ぶと、富田の初恋相手が花束を持ってスタジオに登場し、富田と再会した[注釈 4][注釈 5]。富田は初恋相手に関するエピソードなどを語った後、『それは彼女のグッバイ』を歌った（初恋相手はゲスト席のほうから観覧した）。

補足・余談
- トーク中にスモークがかかってしまい、スタジオ内が白っぽくなってしまうことが数秒だけ発生した。
- 富田の初恋相手が他の女子からも好かれていたことを聞いた司会（古舘と柴俊夫）は「感心」という意で初恋相手を軽く突くと、とんねるずも便乗したため、スタジオ内は笑いに包まれた。